# 冼迪雄
冼迪雄（1931年3月11日—2020年8月23日），广东鹤山人，已去世的中国足球运动员、教练员。

## 生平
冼迪雄于1931年3月11日生于广东省鹤山县，9岁开始踢球，1947年就读于佛山华兴中学，曾代表南海县足球队和田径队参加过广东省运动会。1949年举家迁至广州，1950年编入中国人民解放军第二野战军军政大学第四分校，后随部队赴昆明。1952年加入西南军区战斗队，师从谭福祯。1954年被戴麟经选入八一足球俱乐部。1957年10月20日，代表八一队出战前来访问的日本国家足球队，在后半场攻入一球，最终以2比0获胜。1959年10月，作为国家队队员亮相中苏匈三国足球友谊赛。在8日与匈牙利国家足球队第二队的对决中，他司职左内锋，在最后一分钟与队友配合进攻，造成对方乌龙球，最终以1比0险胜。1963年，代表中国参加第一届新兴力量运动会。
1964年退役后，冼迪雄从北京返回广州。1965年，他担任广东青年队教练，后因文化大革命解散。1972年后，历任广东青年队、广东队主教练。1979年成为首批国家级教练。历年来培育出王惠良、黄军伟、池明华、郭亿军、吴育华、杨宁等国脚。曾执导广东青年队获1978年中国青年杯国际足球邀请赛亚军，还带领广东队赢得第三、五、六、七届省港杯冠军，1983年获第五届全运会亚军。1990年任香港星島队技术顾问，1991年赴香港，先后执教星島、依波路足球隊。1996年4月中旬，返回广州出任广州太阳神主教练，共执教21场（1996年甲A第2轮至第22轮），7胜7平7负，进26球失25球，排名甲A第7名。赛季结束后退休。
2009年，冼迪雄在“广东足球60年60杰”的大型评选中，被评为“广东足球杰出教练员奖”。2010年3月，广州迎宾馆举行“桃李芬芳八十秋——冼迪雄80华诞祝寿会”。2019年，被评为“广东足球70年荣誉奖”、“广东足球70年终身成就奖”、“广东足球70年杰出教练员奖”。2020年8月23日晚8时30分，冼迪雄在广东省人民医院逝世。

## 荣誉
- 2019年－广东足球70年终生成就奖、杰出教练员奖、荣誉奖（广东足球70年颁奖典礼）[9]
- 2009年－广东足球杰出教练员奖（广东足球60年60杰颁奖典礼）
- 1962年－全国优秀足球运动员[10]
- 1957年－足球运动健将（国家体委）[11]